# Cryptandra stellulata
Cryptandra stellulata är en brakvedsväxtart som beskrevs av Barbara Lynette Rye. Cryptandra stellulata ingår i släktet Cryptandra och familjen brakvedsväxter. Inga underarter finns listade i Catalogue of Life.